# اضطراب النوم عند كبار السن
اضطراب النوم عند كبار السن هو أحد أكبر المشكلات شيوعا عند كبار السن. ففي الغرب تعتبر اضطرابات النوم السبب الرئيسي في إدخال كبار السن دور رعاية العجزة. وتحدث عادة تغيرات عضوية عند كبار السن، ومن هذه التغيرات ما يصيب نظام وطبيعة النوم. وإضافة إلى التغيرات التي تصيب طبيعة النوم فإن كبار السن معرضون للكثير من الأمراض العضوية التي قد توثر في النوم بصورة مباشرة أو غير مباشرة. ويشكو نحو نصف كبار السن من مشكلات النوم. وأكثر ما يشكو منه كبار السن تقطع النوم. ويزيد الأرق بصورة مضرة مع التقدم في العمر. كما أن الاكتئاب (أحد الأسباب الرئيسية) للأرق والأكثر شيوعا عند كبار السن.

## كيف يتغير نومنا عندما نكبر؟
قبل أن نتعرض للتغيرات التي تحدث للنوم عند كبار السن، من المهم أن نتعرف على النوم الطبيعي ومراحله؛ فالإنسان ينام في أوقات معينة (عادة الليل) ويستيقظ في أوقات معينة (عادة النهار) . وينظم ذلك في جسم الإنسان مايعرف بالساعة الحيوية أو الإيقاع اليومي والتي يحددها في الأساس التعرض للضوء وإفراز هرمون الميلاتونين. والنوم الطبيعي يتكون من قسمين رئيسيين هما: القسم الذي تحدث فيه الأحلام وتعرف بمرحلة حركة العينين السريعة، والقسم الذي لا تحدث فيه حركة للعينين. ويتكون هذا القسم من أربع مراحل هي: المرحلة الأولى، المرحلة الثانية، والمرحلتان الثالثة والرابعة. ويبدأ النوم عادة بالمرحلة الأولى ومن ثم يتقدم للمراحل الأعمق. وتعرف المرحلتان الثالثة والرابعة بالنوم العميق، وهاتان المرحلتان مهمتان لاستعادة الجسم لنشاطه. ويقضي متوسطو وكبار العمر نسبة أقل فالمراحل العميقة من النوم، وعادة ما تقل هذه النسبة بصوره مطردة مع تقدم العمر. فعند سن السبعين مثلا يقضي الإنسان نسبة قليلة جدا من المراحل العميقة من النوم تصل عند البعض إلى نحو الصفر. كما أن كبار السن أكثر عرضة لتقطع النوم خلال الليل، وهذا قد يكون نتيجة لأسباب عضوية في بعض الأحيان، ويصعب التعرف على السبب في أحيان أخرى. وعادة ما يغفو كبار السن غفوات قصيرة وبصورة متكررة خلال النهار، وهذا يزيد من الأرق بالليل. وعند كبار السن تكون الساعة الحيوية أقصر من الطبيعي مما ينتج عنه النوم مبكرا خلال الليل والاستيقاظ مبكرا (فمثلا قد ينام كبير السن الساعة التاسعة مساء ويستيقظ الساعة الثانية صباحا).
والتغيرات السابقة هي نتيجة لعدة تغيرات في الجسم توصل العلم إلى معرفة بعضها . فإفراز بعض المواد كهرمون الميلاتونين (هرمون النوم) يقل عادة عند كبار السن، كما أن أسلوب الحياة الذي يتبعه بعض كبار السن من قلة الحركة والخمول خلال النهار وعدم التعرض للضوء الخارجي يؤثر في جودة النوم.

## هل ينام كبار السن ساعات اقل مما كانوا ينامون في شبابهم؟
هناك اختلاف بين المختصين في طب النوم حول ذلك الموضوع; ففي حين يعتقد الكثير منهم أن عدد ساعات اليوم خلال الأربع وعشرين لا تتغير مع تقدم العمر على الرغم من قلة عدد ساعات النوم بالليل بسبب كثرة الغفوات خلال النهار، يعتقد البعض أن حاجة كبير السن إلى النوم تقل مع تقدم العمر.

## المشكلات الطبية الشائعة التي تؤثر فالنوم عند كبار السن
هناك الكثير من المشكلات الطبية التي توثر في جودة النوم عند كبار السن بصورة مباشرة أو غير مباشرة. من هذه المشكلات:
- آلام المفاصل وهشاشة العظام.
- حموضة المعدة وترجيع الحمض إلى المرئ.
- الاضطرابات التي تصيب الجهاز البولي.
- أمراض القلب والجهاز التنفسي المزمنة.
- تصلب الشرايين الطرفية .
- الأمراض التي قد تصيب الجهاز العصبي عند كبار السن كمرض الرعاش (الباركنسون) ومرض الزهايمر وغيرها.

فكل المشكلات الطبية السابقة تؤثر في النوم وتجعله متقطعا، وقد تسبب الأرق. كما أن كبار السن أكثر عرضة للإصابة ببعض اضطرابات النوم المعروفة. فاحتمال الإصابة بالشخير يزيد مع تقدم العمر. وعند الأشخاص الذين تخطوا سن 65 سنة يصيب توقف التنفس أثناء النوم 28% من الرجال و 24% من النساء.
كما أن احتمال الإصابة بمتلازمة حركة الساقين غير المستقرة وحركة الاطراف الدورية أثناء النوم تزيد باطراد عند كبار السن.فقد أضهرت إحدى الدراسات أن نحو 45% من كبار السن يعانون من حركة الأطراف الدورية.

## مساعدة كبير السن المصاب باضطراب في النوم
يحتاج كبير السن الذي يعاني الأرق أو زيادة النعاس خلال النهار إلى تقييم من قبل طبيب مختص لتحدد إذا ما كان اضطراب النوم ناتج عن نقص في النوم أو أمراض عضوية أو اكتئاب أو إحدى اضطراب النوم. ويوصف العلاج لكل مريض بناء على التشخيص الاكلينيكي للحالة وفي بعض الحالات قد يكون هناك حاجة إلى إجراء دراسة للنوم. 
ولكن بصوره عامة ينصح كبار السن باتباع التالي :
- ممارسة التمارين الرياضية (المناسبة لعمر وصحة الشخص) بصورة منتظمة.
- الانتظام في مواعيد النوم والاستيقاظ.
- التقليل قدر الإمكان من الغفوات.
- التعرض للضوء الخارجي في وقت العصر لتأخير الساعة الحيوية ومن ثم تأخير وقت النوم.
- التقليل من المنبهات كالقهوة وبالذات في المساء.